# 恋のヘキサゴン
「恋のヘキサゴン」（こいのヘキサゴン）は、フジテレビ系『クイズ!ヘキサゴンII』から生まれた女性3人組ユニット・Paboの1枚目のシングル。2007年9月26日発売。発売元はR and C（現・よしもとミュージック）。
「ヘキサゴンII 夏のキャンペーンソング」として発表され、2007年7月から2008年2月の間は番組エンディングテーマとして使用された。それ以降も番組オープニングや提供クレジット時のBGMとして頻繁に用いられた。
「ヘキサゴンファミリー」の最初のCD作品であり、Paboにとって唯一の単独名義の作品である。

## 内容
2007年6月、『クイズ!ヘキサゴンII』で珍回答を連発する里田まい、スザンヌ、木下優樹菜の3人に対し、番組総合司会の島田紳助が「歌くらいは歌えるやろ」と提案したのをきっかけに、紳助作詞・プロデュースで制作された楽曲。当初は携帯サイトでの着うた配信に留める予定だったが、好評を受けてCD化に至った。歌詞の内容は3人が「お勉強は出来なくても、頑張って前向きに生きる女の子の気持ち」という内容で、『ヘキサゴンII』内で見せている「おバカさん」ぶりと恋愛を組み合わせたものになっている。
曲調、衣装、振り付けと全般にキャンディーズを意識したものになっている。衣装はロングブーツと手袋、それぞれのイメージカラーのフリルが何重にも重なっているのが特徴で、各段の下縁には銀のラインが走っている。振り付けはKABA.ちゃんが担当したが、当初の予想と違ってうまく振り付けを覚えたことに驚いたと、『ヘキサゴンII』に出演した際に語っている。「ヘキサゴンファミリーコンサート」では、インカムマイクで歌っていたため、振り付けを一部変化させている。
里田がアップフロントエージェンシー（現：アップフロントプロモーション）系列以外からCD作品をリリースするのはこれが初めてである。スザンヌ、木下にとっては初のCD作品である。
発売当時から一定のセールスを記録したのに加え、羞恥心のブレイクもあり2008年春に入ってチャートを再上昇し、アイドル系の楽曲としては珍しいロングヒットとなった。同年6月にCD売上が5万枚を突破した。
なお、R and Cは本作発売5日後の2007年10月1日に社名をYOSHIMOTO R and Cに変更したため、本作はR and C名義としては最後の作品となった。
2010年と2011年に行われたヘキサゴンファミリーコンサートでは、サーターアンダギーが本曲をカバーした。

## 収録内容
初回限定生産盤と通常盤での発売。

### CD
1. 恋のヘキサゴン
  - 作詞：島田紳助[3]、作曲：高原兄、編曲：斎藤文護・岩室晶子
2. 恋のヘキサゴン （カラオケ）

### DVD
（初回限定生産盤のみ）
1. 「恋のヘキサゴン」振り付けお勉強用映像（全5種類のマルチアングル映像仕様）
2. チンプンカンプントーク

## 収録アルバム
- WE LOVE ヘキサゴン（2008年10月22日、ポニーキャニオン）

「恋のヘキサゴン〈2008mix〉」として、スザンヌと木下の部分の録り直し、さらにリミックスがなされたものを収録。